# Draft NFL 1983
Il draft NFL 1983 si è tenuto dal 26 al 27 aprile 1983.
Questo anno del draft è famoso per l'insolitamente alto numero di quarterback selezionati nel primo giro, ben 6. Di questi quarterback, quattro hanno disputato il Super Bowl, quattro sono stati convocati per il Pro Bowl e tre sono stati inseriti nella Pro Football Hall of Fame. Il secondo numero più alto di QB chiamati nel corso del primo giro è stato 5 nel Draft NFL 1999. Tutti i sei quarterback furono chiamati da squadre dell'American Football Conference (AFC). In undici dei sedici anni successivi a questo draft, la AFC fu rappresentata al Super Bowl da squadre guidate da questi quarterback: i Denver Broncos da John Elway (5 volte), i Buffalo Bills da Jim Kelly (4 volte), i Miami Dolphins da Dan Marino (una volta) e i New England Patriots da Tony Eason (una volta).
Essi però trovarono poca fortuna nel Super Bowl, compilando un record di 2-9, partendo con uno 0-9 nei loro primi 14 anni nella lega. Le uniche due vittorie furono di Elway nelle sue due ultime stagioni in carriera, nei Super Bowl XXXII e XXXIII nel 1998 e nel 1999. Tre delle maggior sconfitte in termini di punteggio nella storia del Super Bowl giunsero con in campo i quarterback della classe dell'83: Elway perse 55-10 contro i San Francisco 49ers nel Super Bowl XXIV; Eason 46-10 contro i Chicago Bears nel Super Bowl XX e Kelly 52-17 contro i Dallas Cowboys nel Super Bowl XXVII. Marino, che ebbe una carriera di straordinario successo, disputò il Super Bowl solo una volta, una sconfitta 38-16 contro San Francisco nel Super Bowl XIX, nella sua seconda stagione in carriera. Due di essi, Todd Blackledge e Ken O'Brien, non raggiunsero mai Super Bowl. Kelly e i Bills sarebbero apparsi al Super Bowl per quattro anni consecutivi, un record imbattuto, dal 1990 al 1993, perdendoli tutti e quattro.

## Primo giro
|  | = Pro Bowler |  | = Hall of Famer |

| Scelta # | SQUADRA                                               | Giocatore       | Ruolo            | College              |
| -------- | ----------------------------------------------------- | --------------- | ---------------- | -------------------- |
| 1        | Baltimore Colts (giocatore poi scambiato con Denver)  | John Elway      | Quarterback      | Stanford             |
| 2        | Los Angeles Rams (da Houston via Seattle)             | Eric Dickerson  | Running back     | Southern Methodist   |
| 3        | Seattle Seahawks (dai Los Angeles Rams)               | Curt Warner     | Running Back     | Penn State           |
| 4        | Denver Broncos(giocatore poi scambiato con Baltimore) | Chris Hinton    | Guardia          | Northwestern         |
| 5        | San Diego Chargers (da San Francisco)                 | Billy Ray Smith | Linebacker       | Arkansas             |
| 6        | Chicago Bears                                         | Jim Covert      | Offensive Line   | Pittsburgh           |
| 7        | Kansas City Chiefs                                    | Todd Blackledge | Quarterback      | Penn State           |
| 8        | Philadelphia Eagles                                   | Michael Haddix  | Running Back     | Mississippi State    |
| 9        | Houston Oilers (da Seattle)                           | Bruce Matthews  | Offensive Line   | USC                  |
| 10       | New York Giants                                       | Terry Kinard    | Defensive back   | Clemson              |
| 11       | Green Bay Packers (da New Orleans)                    | Tim Lewis       | Cornerback       | Pittsburgh           |
| 12       | Buffalo Bills                                         | Tony Hunter     | Tight end        | Notre Dame           |
| 13       | Detroit Lions                                         | James Jones     | Fullback         | Florida              |
| 14       | Buffalo Bills (da Cleveland)                          | Jim Kelly       | Quarterback      | Miami (FL)           |
| 15       | New England Patriots                                  | Tony Eason      | Quarterback      | Illinois             |
| 16       | Atlanta Falcons                                       | Mike Pitts      | Defensive end    | Alabama              |
| 17       | St. Louis Cardinals                                   | Leonard Smith   | Cornerback       | McNeese State        |
| 18       | Chicago Bears (da Tampa Bay)                          | Willie Gault    | Wide receiver    | Tennessee            |
| 19       | Minnesota Vikings                                     | Joey Browner    | Defensive Back   | USC                  |
| 20       | San Diego Chargers (da Green Bay)                     | Gary Anderson   | Running Back     | Arkansas             |
| 21       | Pittsburgh Steelers                                   | Gabriel Rivera  | Defensive tackle | Texas Tech           |
| 22       | San Diego Chargers (da San Diego via San Francisco)   | Gill Byrd       | Cornerback       | San Jose State       |
| 23       | Dallas Cowboys                                        | Jim Jeffcoat    | Defensive End    | Arizona State        |
| 24       | New York Jets                                         | Ken O'Brien     | Quarterback      | California-Davis     |
| 25       | Cincinnati Bengals                                    | Dave Rimington  | Centro           | Nebraska             |
| 26       | Los Angeles Raiders                                   | Don Mosebar     | Offensive Line   | USC                  |
| 27       | Miami Dolphins                                        | Dan Marino      | Quarterback      | Pittsburgh           |
| 28       | Washington Redskins                                   | Darrell Green   | Cornerback       | Texas A&I University |